# Villastar
Villastar est une commune d’Espagne, dans la province de Teruel, communauté autonome d'Aragon comarque de Teruel

## Histoire
Au XIIIe siècle, Villastar était une seigneurie dépendante de la commanderie templière de Villel (es).

## Démographie
En 2022, elle comptait 543 habitants sur une superficie de 39,05 km².